# Salacia pallens
Salacia pallens är en benvedsväxtart som beskrevs av Pierre. Salacia pallens ingår i släktet Salacia och familjen Celastraceae. Inga underarter finns listade.